# Инвалидитет у књижевности за децу
Инвалидитет у књижевности за децу се односи на избор књига намењених деци у којима се појављују ликови са одређеним инвалидитетом. 
Заступљеност инвалидитета у књижевности за децу је ствар научног истраживања и релевантна је тема посебно од 1970-их.  Међутим, заступање инвалидитета је и даље модерно питање. Светски извештај о инвалидитету из 2011. који је спровела Светска здравствена организација открио је да око 15% светске популације, 1 милијарда људи, има инвалидитет,  али у 2019. само 3,4% дечијих књига има главне ликове са инвалидитетом.  Квалитет представљања инвалидитета може варирати у зависности од специфичног приказаног инвалидитета.  Иако је друштво укључило више различитих ликова са инвалидитетом, овом репрезентацијом се мора поступати пажљиво како би се избегло промовисање постојећих негативних стереотипа. 

## Историја заступљености инвалидности у књигама

### 19. век
Професор Ian Davidson и његове колеге анализирали су приказ ликова са инвалидитетом у колекцији из 19. века у књижевности за децу из Јавне библиотеке у Торонту.  Истраживачи су пронашли одређене заједничке карактеристике представљања инвалидитета у литератури за децу 19. века: ликови са инвалидитетом ретко су се појављивали као појединци, већ су обично приказани као безличне групе и сведени на пет превише поједностављених категорија: болесни или екстремно болесни, "сакати" и "деформисани", "слепи", "глуви" или "неми", и широка категорија "безумних" или "лудих".  Језик који се користио за описивање ликова са инвалидитетом је често био покровитељски или увредљив, а ликови са инвалидитетом су често били присиљени да пате и други ликови су их лоше третирали. 
Професорка са Оксфорда Ann Dowker описује како је у многим књигама из 19. века представљање инвалидитета често било нејасно. Овај недостатак описа резултира веома нетачним приказом инвалидитета који је био у великој мери заснован на стереотипима. Заступљеност инвалидитета је такође често била везана за морални карактер.  На пример, у What Katy Did (Шта је Кејти урадила) (1872), инвалидитет главне јунакиње Кејти је приказан као прилика коју је Бог дао да доживи "Школу бола" кроз коју ће научити важне моралне лекције.  Други ликови са инвалидитетом, као што је Тини Тим у A Christmas Carol Божићној песми (1843), били су приказани као светачки и чисти. 
Рад Ханса Кристијана Андерсена представља прилику да се истражује заступљеност инвалидитета у бајкама из 19. века.  Др Vivian Yenika-Agbaw је открила да је у овим бајкама однос између ликова са инвалидитетом и ликова без инвалидитета дефинисан неравнотежом моћи.  Она тврди да су ови односи ојачали постојеће друштвене хијерархије.  У четири Андерсенове бајке: Мала сирена (1837), Храбри лимени војник, познат и као Постојани лимени војник (1838), Мала сићушна или Палчица (1835) и Ружно паче (1843) — место лика у друштвену хијерархију одређивао је њихов инвалидитет.  У свим овим примерима лик са инвалидитетом је приказан као „други“ и на дну друштвене хијерархије. 
Иако су ове проблематичне теме биле уобичајене, није сва заступљеност инвалидитета у књижевности за децу 19. века била штетна.  Ann Dowker идентификује неколико примера у литератури 19. века у којима ликови са инвалидитетом нису били беспомоћни или светачки. The Pillars of the House (Стубови куће) (1873), The Clever Woman of the Family (Паметна жена породице) (1865) и The Fifth Form at St. Dominic's  (Пети разред код Светог Доминика) (1887) садрже вишедимензионалне ликове са инвалидитетом.
Већина особа са инвалидитетом из 19. века свела је ликове са инвалидитетом на „друге“ док је проповедала поруке послушности Божјој вољи и моралне лекције које се уче кроз патњу.  

### 20. и 21. век

#### Америка
У Сједињеним Државама, око 26% становништва има инвалидитет, нешто више од цифре од 17% широм света.   У 2019. само 3,4% дечјих књига објављених у САД имале су главне ликове са инвалидитетом,  Научници сугеришу да читање деци о ликовима са сметњама у развоју помаже у промовисању прихватања и емпатије.  Приступ књижевности за децу и младе (под заједничким називом „књижевност за малолетнике“) може имати значајан утицај на читање деце, без обзира да ли су лично доживели инвалидитет или не; књижевност се „показала као агент способан да утиче на ставове и прихватање оштећења”.  Стереотипи сметње у развоју такође могу утицати на децу, што може довести до тога да деца погрешно разумеју и гледају на инвалидитет на негативан начин.  У „Етичкој одговорности представљања инвалидитета у књижевности за децу“, Ана Пуркис описује како „начин на који је инвалидитет представљен у књижевности за децу има потенцијал да утиче на ставове младих читалаца без инвалидитета о особама са инвалидитетом у стварном животу, а такође и да одражава читаоце са инвалидитетом ' проживљена искуства вратила им се са странице."
Можда ниједна група није била тако занемарена и нетачно представљена у књигама за децу као појединци са сметњама у развоју. Најчешће нису били укључени у приче, а када јесу, преовладавали су многи негативни стереотипи, попут ликова који су били јадни или патетични, зли или суперхероји, или терет и неспособни да у потпуности учествују у догађајима свакодневног живота. Често је разлика или инвалидитет била главна особина личности која је наглашена читаоцу, а не равнотежа снага и слабости. Blaska, 1996.‍:69
Од 1940. до 1970. у Сједињеним Државама објављено је око 311 књига за децу у којима су главни ликови били ликови са инвалидитетом. Неке од ових књига су романтизовале инвалидитет, неке су биле инфантилизоване, док су друге приказивале ликове са инвалидитетом како избегавају свет.  : 69–70 Такви прикази нису одражавали проживљену стварност; необично је да је приказ слепих појединаца премашио њихов стварни број у стварној популацији.  : 69–70 Забележено је да је слепило најчешћи инвалидитет међу афроамеричким ликовима у дечјој фикцији, који се користи као средство заплета за представљање способности да се види даље од расних предрасуда,  чинећи инвалидитет секундарним у односу на његов значај као средство заплета.
Године 1986. у Сједињеним Државама ступио је на снагу Закон о особама са инвалидитетом у образовању, који је окончао искључење деце са сметњама у развоју из школских система који се финансирају из јавних фондова. Интеграцијом деце са сметњама у развоју у државне школе појавио се нови интерес за представљање особа са инвалидитетом у дечијим књигама. Барбара Холанд Баскин и Карен Х. Харис спровеле су утицајна истраживања о приказу инвалидитета у књижевности за децу и младе крајем 1970-их. Они су објавили суштинску студију Notes from a Different Drummer (1977), а затим More Notes from a Different Drummer (1984). Данас је инвалидитет у литератури за малолетнике стандардна тема укључена у библиографије, истраживања, критике и прегледне изворе. Неколико библиографија и студија које прегледају белетристику и публицистику произведено је у годинама након тога.
Еволуција приказа инвалидитета може се видети у књигама написаним од 1970-их. Џуди Блум приказује искуство тинејџерке са дијагнозом идиопатске сколиозе у Deenie (1973). Протагонисткиња, Дени, суочава се са изазовима које доноси потреба за ношењем протеза за тело током лечења, што утиче на њену перцепцију себе и своје породице и колега студената. Деение не превазилази инвалидитет до краја приче, нити је њиме поражена; закључак реалније показује да она наставља да се суочава са изазовима и учи да им се прилагоди.
Тренд у актуелној малолетничкој фантастици је портретисање ликова са „скривеним инвалидитетом“ који су последњих деценија постали чешћа дијагноза. Примери укључују Sophie and Lou аутора Petra Mathers (1991), о екстремној стидљивости која је емоционални и друштвени инвалидитет, и Caroline Janover The Worst Speller in Jr. High (1995) о дечаку са дислексијом. У фикцији за старију омладину, инвалидитет се недавно бавио у сложеним ситуацијама нијансираним техникама као што је нарација из више перспектива; пример је Fair Game (Фер игра) Ерике Тамар (1993), о групи ученика који су више пута сексуално злостављали девојчицу са интелектуалним инвалидитетом у њиховој школи. 
Библиограф Дебра Робертсон, која је написала Portraying Persons with Disabilities: An Annotated Bibliography of Fiction for Children and Teenagers  (1992), истакла је раних 1990-их да не мора сваки инвалидитет бити „метафора за развој протагониста“, а тенденција да се писци да романтизују или стигматизују здравствена стања на овај начин је упорни проблем у књижевности за малолетнике.  : 69–71 
Новије студије су показале да едукатори могу да побољшају разумевање ученика о инвалидности „наставном дискусијом или активностима и причама које приказују ликове са сметњама у развоју тачно, реално и позитивно“.  : 73 
Истраживачи са Универзитета у Прешову завршили су истраживачки пројекат фокусиран на људски недостатак у производњи књига за децу и младе (оригинална и преводна литература од средине 19. века до 2020. године). Резултати су показали историјску варијабилност књижевноуметничког стваралачког приступа приказивању теме. 
Сваке две године Међународни одбор за књиге за младе објављује листу књига за и о младим људима са инвалидитетом. 

## Србија
У Републици Србији Министарство за рад, запошљавање, борачка и социјална питања, Сектор за заштиту особа са инвалидитетом, донео је Водич кроз права особа са инвалидитетом у Републици Србији. На снази је Закон о спречавању дискриминације особа са инвалидитетом, чији је циљ да: забрани дискриминацију особа са инвалидитетом, истакне неопходност поштовања људских права и достојанства особа са инвалидитетом, укључи особе са инвалидитетом у све сфере друштвеног живота на равноправној основи, укључи особе са инвалидитетом у све процесе у којима се одлучује о њиховим правима и обавезама.

## Особине штетног представљања инвалидитета
Представљање ликова са инвалидитетом у литератури је напредовало током година, али континуирана употреба стереотипа и обмањујућих представа имају штетан утицај на читаоце. Када се исправно уради, ликови са инвалидитетом могу се користити као помоћ у разговорима о особама са инвалидитетом и ономе што доживљавају у свакодневном животу. 

## Особине позитивне репрезентације инвалидности
Професори Alicia Rieger и Ewa McGrail расправљају о томе како аутентично представљање инвалидитета приказује инвалидитет као део лика, уместо да га чини целим идентитетом.  Моника Клекамп и Енџи Запата, у чланку из 2019. у The Reading Teacher, уводе четири карактеристике позитивне репрезентације у књижевности за децу, које укључују представљање ликова са инвалидитетом као вишедимензионалних, да њихови гласови причају причу, позиционирају читаоце да не узимају ликове са инвалидитетом за дозвољено, и да такви ликови имају аутентичне односе. 
Када аутори пишу књиге са ликовима са инвалидитетом као главним ликовима, они имају одговорност да напишу књиге које су „тачне и аутентичне“ искуствима особа са инвалидитетом. 